# Fürstenwallstraße 10 (Magdeburg)

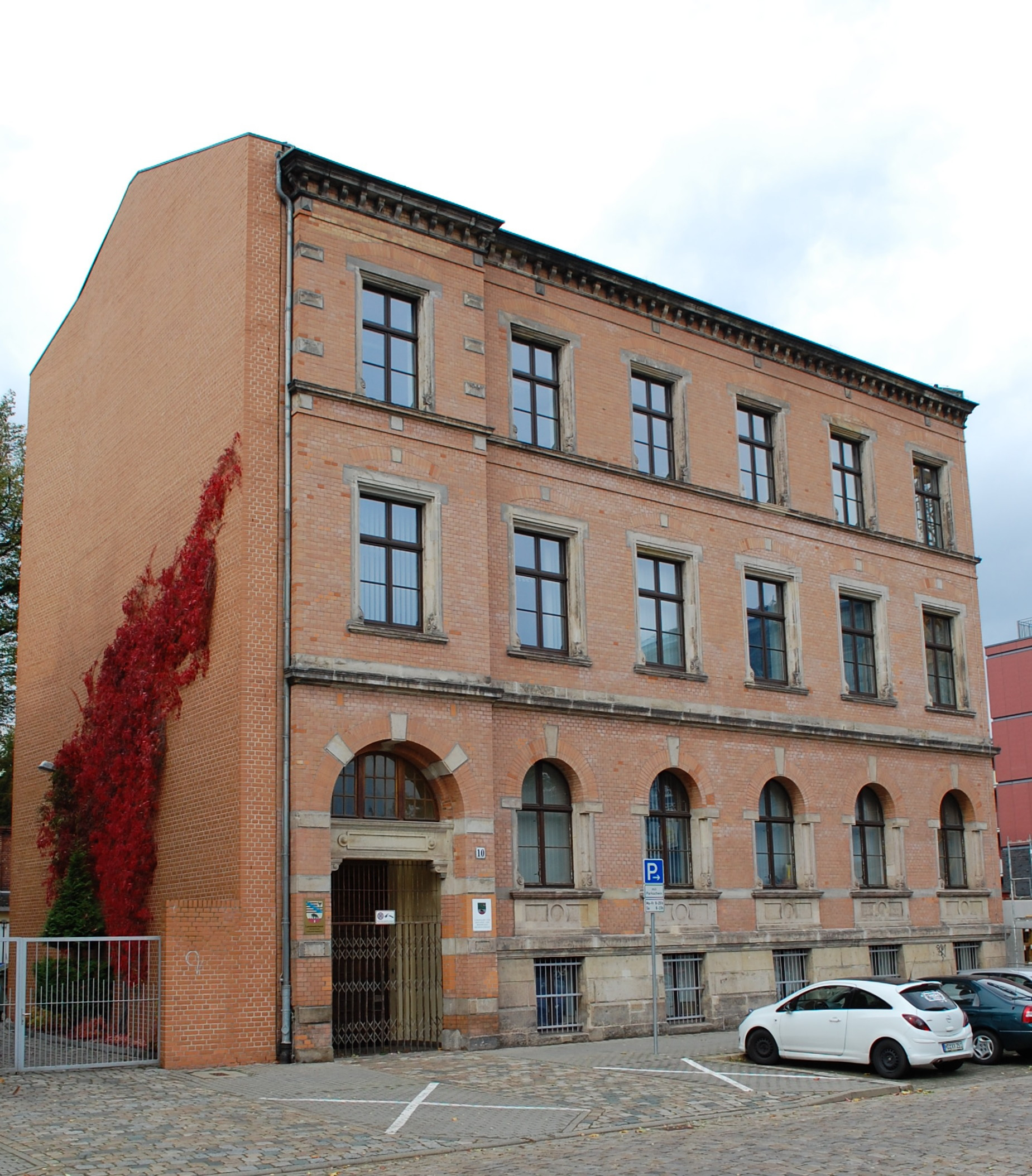
Haus Fürstenwallstraße 10

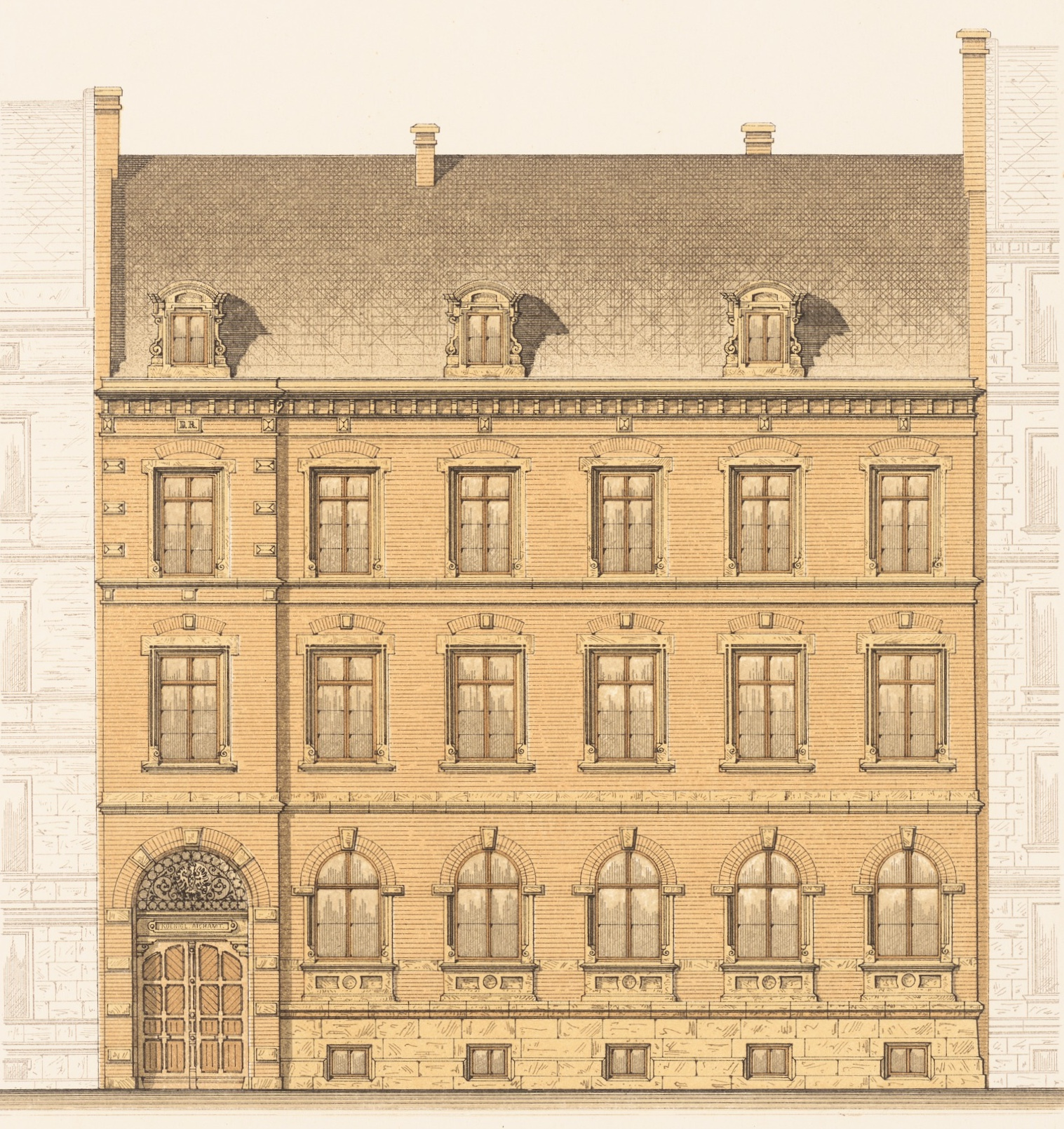
Bauzeichnung der Fassade, 1893

Das Haus Fürstenwallstraße 10 ist ein denkmalgeschütztes Gebäude in Magdeburg in Sachsen-Anhalt.

## Lage
Es befindet sich in der Magdeburger Altstadt auf der Westseite der Fürstenwallstraße. Unmittelbar südlich des Hauses befindet sich das gleichfalls denkmalgeschützte Hauszeichen Fürstenwallstraße 10. Westlich des Grundstücks grenzt das Kloster Unser Lieben Frauen an.

## Architektur und Geschichte

### Vorgängerbau
Der Vorgängerbau gehörte im Jahr 1723 der Frau Rat Johanna Charlotte Schartau, geborene Schrader. Sie hatte den Bau von Maurermeister Rempfert auf dem östlichen Gelände des Baumgartens des Klosters Unser Lieben Frauen errichten lassen. 1750 erwarb es für 2570 Taler Oberst von Soldner. Der Hauptmann der königlichen Leibgarde, Friedrich von Soldner, übernahm es 1756 von seinem Vater. Er veräußerte es für 4000 Taler an Frau Hauptmann Katharina Charlotte von Lestwitz, geborene Treskow. Im Jahr 1765 kaufte es dann der Kriminalrat und Regierungsadvokat Glaenzer für 6000 Taler. Der Rittergutsbesitzer auf Hohenziatz und Magdeburger Weinhändler Joh. Matthias Rückert wurde 1780 für 4600 Taler Eigentümer des Hauses. Es erbten dann seine Geschwister, der Rittergutsbesitzer Joh. Christoph Rückert, Frau Anna Dorothea Rahn, geborene Rückert und Frau Sophie Elisabeth Favreau, geborene Rückert. Letztere verkaufte es 1785 für 3500 Taler an Frau Dr. Susanne Elisabeth Grotjahn, geborene Favreau. Ihr Ehemannes, Dr. Heinrich Samuel Grotjahn, genehmigte den Kauf. Im Jahr 1797 wurde der Kaufmann Joh. Christian Schütze junior für 5900 Taler Eigentümer des Hauses. 1801 erbte seine minderjährige Tochter, Julia Emilie Karoline Schütz. Im Wege der Zwangsversteigerung erwarb es 1802 für 7115 Taler der Hauptmann des Prinzen Louis Ferdinand, Hercules le Blanc-Souville. Er war Vater des 1801 geborenen späteren preußischen Generalmajors Eugen von Le Blanc Souville.

### Heutiges Gebäude
Das dreieinhalbgeschossige Verwaltungsgebäude wurde im Jahr 1891 als Königliches Eichamt nach Plänen des Königlichen Baurates Fritze errichtet. Der Bau ruht auf einem hohen Sockelgeschoss. Die Fassade des schlichten Ziegelbaus ist sechsachsig und durch schmale Gesimse gegliedert. In der äußerst linken Achse befindet sich ein flacher Eingangsrisalit. Der Eingang selbst ist als Rundbogen gestaltet und wird im Bogenfeld von einem Oberlicht bekrönt. Der Sockel des Gebäudes und die Rahmungen der Fenster sind aus Sandstein gefertigt. Die Verwendung dieses verhältnismäßig teuren Baumaterials wird mit der Nutzung für eine königliche Behörde begründet. Im Erdgeschoss sind die Fenster als Rundbögen, in den oberen Geschossen als stehende Rechtecke ausgeführt. Es besteht ein zierliches Konsolen-Kranzgesims. Bedeckt ist das Haus mit einem Satteldach.
Im örtlichen Denkmalverzeichnis ist das Verwaltungsgebäude unter der Erfassungsnummer 094 76830 als Baudenkmal verzeichnet.
Noch heute (Stand 2024) ist das Gebäude Sitz des Landeseichamts.